# 稲沢市立六輪小学校
稲沢市立六輪小学校（いなざわしりつろくわしょうがっこう）は、愛知県稲沢市平和町にある公立小学校。

## 概要
- 旧・中島郡平和町の小学校であり、2005年までの校名は平和町立六輪小学校であった。

## 沿革
- 1873年（明治6年） - 塩川村に知知学校が開校。
- 1875年（明治8年） - 塩川学校に改称する。
- 1876年（明治9年） - 校区が塩川村、城西村、下起村、娶振新田村、勝幡新田村、塩川新田村に拡大する。
- 1887年（明治20年） - 六輪尋常小学校に改称する。
- 1889年（明治22年）10月1日 - 塩川村、城西村、下起村、娶振新田村、勝幡新田村、塩川新田村が合併し、六輪村が発足。
- 1901年（明治34年）6月25日 - 高等科を設置し、六輪尋常高等小学校に改称する。
- 1906年（明治39年）5月2日 - 六輪村、左右川村、井長谷村の一部、三宅村の一部と合併し、平和村が発足。
- 1907年（明治40年）1月1日 - 高等科を廃止し、六輪尋常小学校に改称する。
- 1912年（明治45年）4月19日 - 芸在地に校舎を新築し、移転。
- 1914年（大正3年） - 平和高等小学校が開校。
- 1922年（大正11年）4月1日 - 平和高等小学校が廃校。六輪尋常小学校に高等科を設置し、六輪尋常高等小学校に改称する。
- 1941年（昭和16年）4月1日 - 六輪国民学校に改称する。
- 1942年（昭和17年）4月1日 - 村内の国民学校高等科を統合し、中島郡平和村立平和国民学校高等科が開校。六輪国民学校は尋常科のみとなる。
- 1947年（昭和22年）4月1日 - 平和村立六輪小学校に改称する。
- 1954年（昭和29年）4月1日 - 平和村が町制施行して平和町となる。同時に平和町立六輪小学校に改称する。
- 1966年（昭和41年）1月20日 - 新校舎（鉄筋コンクリート造2階建）が完成する。
- 1969年（昭和44年）1月17日 - 校舎（鉄筋コンクリート造2階建）が完成する。
- 1971年（昭和46年）8月17日 - 校舎（鉄筋コンクリート造3階建）が完成する。
- 1973年（昭和48年）3月5日 - プールが完成する。
- 1975年（昭和50年）3月8日 - 屋内運動場が完成する。
- 1976年（昭和51年）10月5日 - 校舎（鉄筋コンクリート造3階建）が完成する。
- 2005年（平成17年）4月1日 - 平和町が稲沢市に編入される。同時に稲沢市立六輪小学校に改称する。

## 通学区域
- 平和町下起東、平和町下起北、平和町下起中、平和町下起南、平和町明和、平和町光和、平和町須ケ脇、平和町前平、平和町塩川、平和町領内、平和町勝幡新田、平和町平六、平和町城西、平和町嫁振、平和町那古良[1]。

## 進学先中学校
- 稲沢市立平和中学校

## 交通アクセス
- 名鉄尾西線六輪駅下車、徒歩約8分。